# Rodie

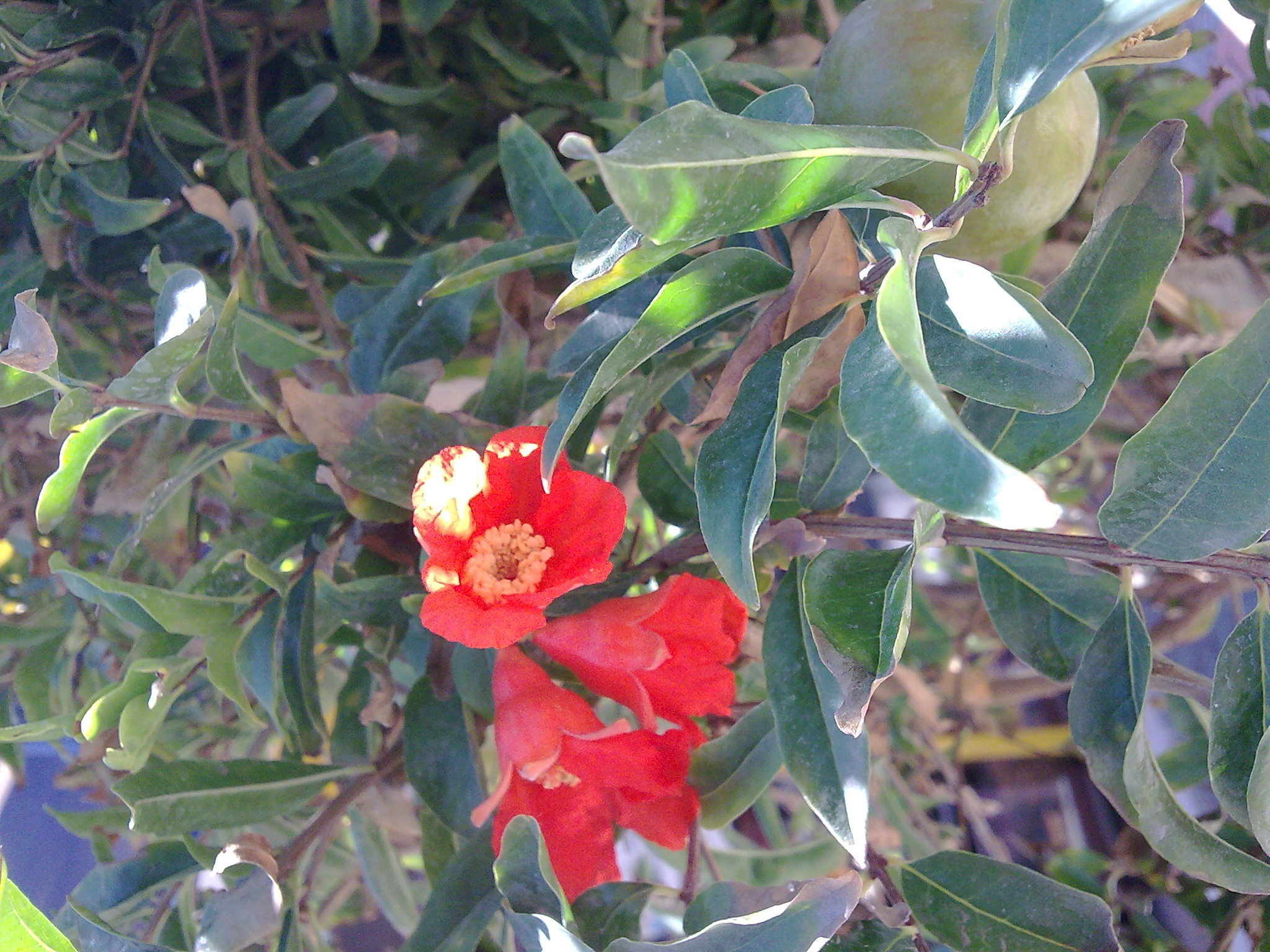
Flori de rodie

Rodia (Punica granatum) este un arbore mic sau arbust foios de înălțime până la 5–8 m. În fapt, termenul de rodie reprezintă leguma iar planta se numește rodiu sau rodier. Acesta crește pe o arie care se întinde din Iran până la Munții Himalaya în India de nord și este cultivat și naturalizat în întreaga regiune mediteraneană inclusiv în Caucaz din vremuri antice. Este cultivat pe scară largă în Iran, India, zonele uscate din Sud-Estul Asiei, Malaya, Indiile Orientale, și Africa tropicală. Introdus în California de coloniștii spanioli în 1769, rodierul este acum cultivat mai ales în zonele uscate din California și Arizona pentru fructele sale exploatate comercial ca sucuri cu o popularitate în creștere din  2001 [nefuncțională – arhivă]
 Arhivat în 29 octombrie 2007, la Wayback Machine..

## Frunze și fruct

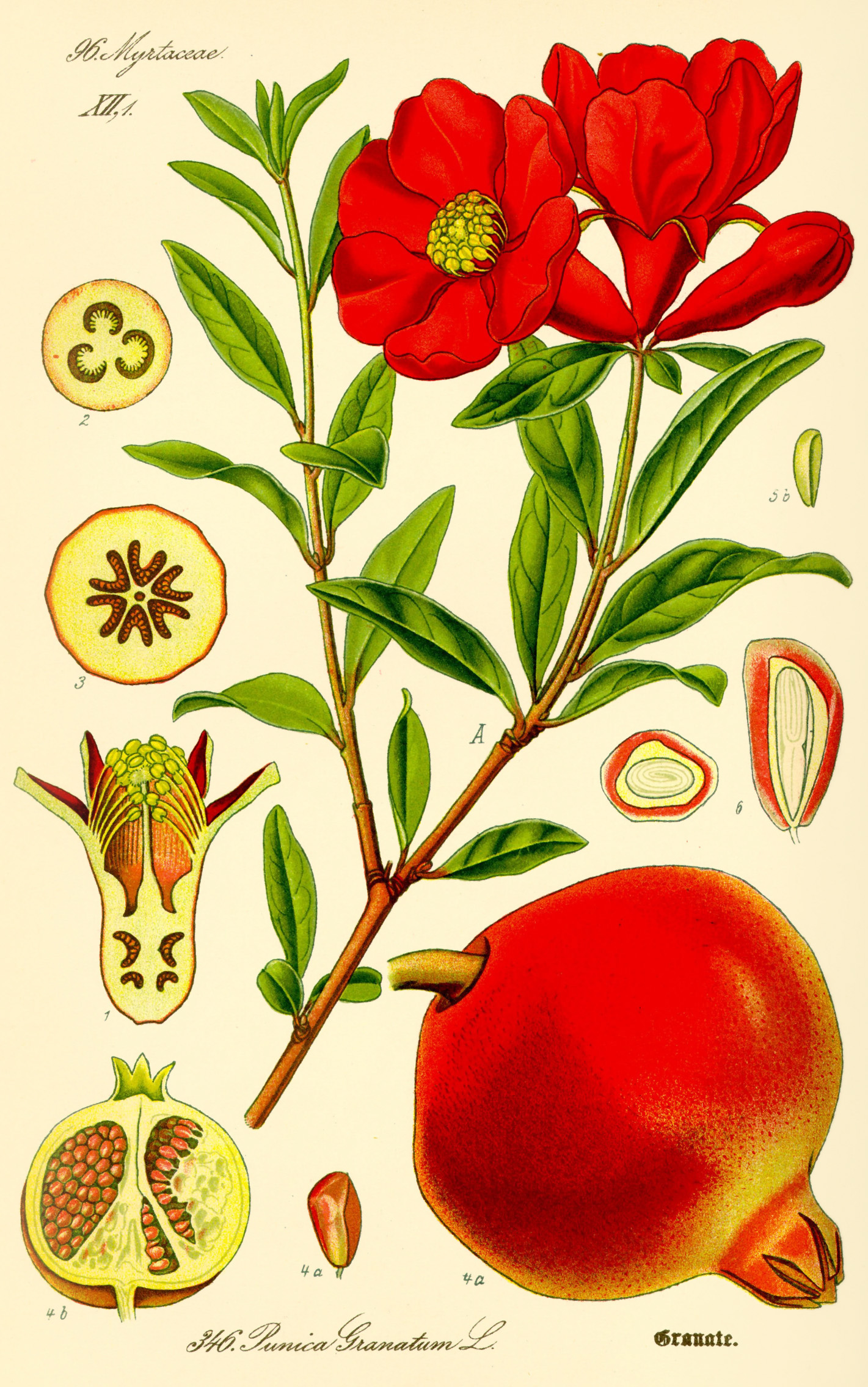
Ilustraţie de Otto Wilhelm Thomé, 1885.

Frunzele sunt dispuse opus sau altern, sunt lucioase, înguste-alungite, întregi, au 3–7 cm în lungime și 2 cm în lățime. Florile sunt roșii-deschis, 3 cm în diametru, cu patru sau cinci petale (adesea mai multe la plantele cultivate). Fructul are dimensiune mai mare decât portocala și mai mic decât grapefruit-ul, 7–12 cm în diametru cu o formă hexagonală rotunjită, are o coajă roșie groasă și în jur de 600 semințe., prezentând placentație parietală. Semințele și pulpa ce le înconjoară, numită fruct fals, sunt comestibile. Unele soiuri au pulpa de culoare violet.

## Specii
Genul Punica este reprezentat de doar două specii.
- Punica granatum: este specia cea mai cunoscută, înaltă de până la 2–4 m, cu frunze caduce lanceolate si nu foarte mari, de o culoare verde lucitor, cu flori mari solitare sau reunite în grupuri la extremitatea ramurilor, de un roșu viu, cu varietăți de flori simple sau duble, ce pot fi de culoare roșie, roz sau albă  ; înflorește în iunie-august și dă fructe comestibile de un gust acru.
- Punica protopunica: este o specie aproape necunoscută, în pericol de extincție, din care supraviețuiesc câteva exemplare în insula Socotra din Oceanul Indian ( Yemen), unde este endemică. Se prezintă ca un arbust de circa 3–5 m, cu flori de un roșu strălucitor și fructe care își schimbă culoarea din verde în roșu închis, ajunse la maturitate. Fructele sunt mai mici și mai puțin dulci.

## Cultivare și utilizări

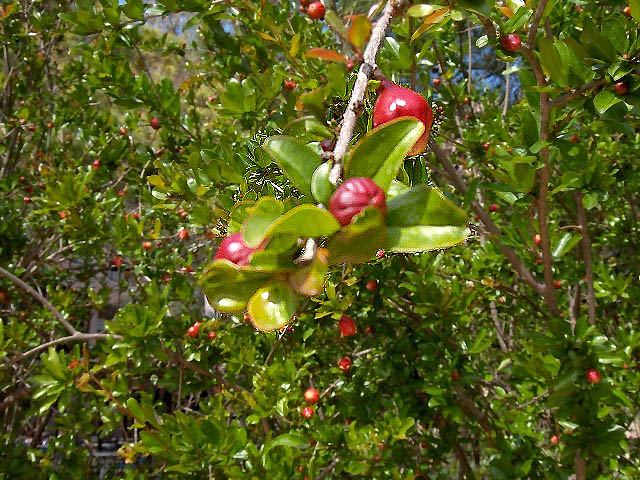
Frunze de rodier

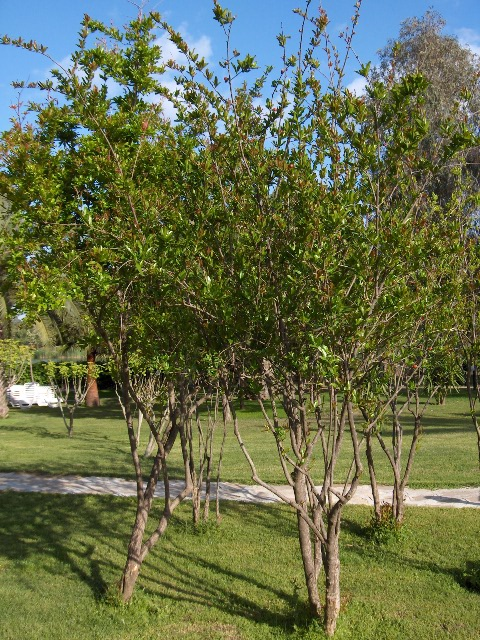
Rodieri

Rodierul este o plantă rezistentă la secetă, și poate fi cultivată în regiuni uscate cu climă mediteraneană (cu ierni ploioase) sau în regiuni cu veri ploioase. În regiunile mai umede, rodierii riscă putrezirea rădăcinilor din cauza unor boli datorate unor ciuperci. Sunt plante tolerante la îngheț moderat, până la −10 °C.
Rodierul este originar din Persia (Iran) și se cultivă în Asia Centrală, Georgia,  Armenia, Azerbaijan și regiunea Mediteranei de câteva milenii.
În Georgia și Armenia, la est de Marea Neagră, există crânguri de rodieri sălbatici în preajma unor așezări antice abandonate. Cultivarea rodiei are o lungă istorie în Armenia; resturi de rodie datând din anii 1000 î.e.n. au fost găsite în această țară.
A fost identificat pericarp de rodie carbonizat în nivelele din Epoca Bronzului de la Ierihon, ca și în nivelele din Epoca Bronzului de la Hala Sultan Tekke în Cipru  și Tiryns. O rodie mare, uscată a fost găsită în mormântul lui Djehuty, servitorul Reginei Hatshepsut. Documente cu scriere cuneiformă mesopotamiene menționează rodiile de la jumătatea mileniului al treilea î.e.n.
Planta este de asemenea crescută extensiv în China de Sud și Asia de Sud-Est, unde a ajuns fie pe Drumul Mătăsii, fie adusă de corăbiile comerciale.
Orașul antic Granada din Spania a primit numele de la acest fruct în perioada maură. Coloniștii spanioli au introdus mai târziu fructul în regiunea Caraibelor și America Latină, dar în coloniile engleze nu a avut prea mult succes: "Plantați-o lângă marginea casei, aproape de zid. Astfel va crește sănătos, va înflori frumos, și va face fructe în anii călduroși. Am douăzecișipatru pe un singur copac..." spunea Doctorul Fothergill Rodia fusese introdusă ca fruct exotic în Anglia cu un secol în urmă, de John Tradescant cel Batrân, dar nu a făcut fructe acolo, așa că a fost introdusă repetat în coloniile americane, chiar și în New England. A avut succes în sud: Bartram a primit un butoi de rodii și portocale de la un corespondent din Charleston, South Carolina în 1764. Thomas Jefferson a plantat rodieri la Monticello în 1771: îi avea de la George Wythe din Williamsburg.

### Utilizări culinare

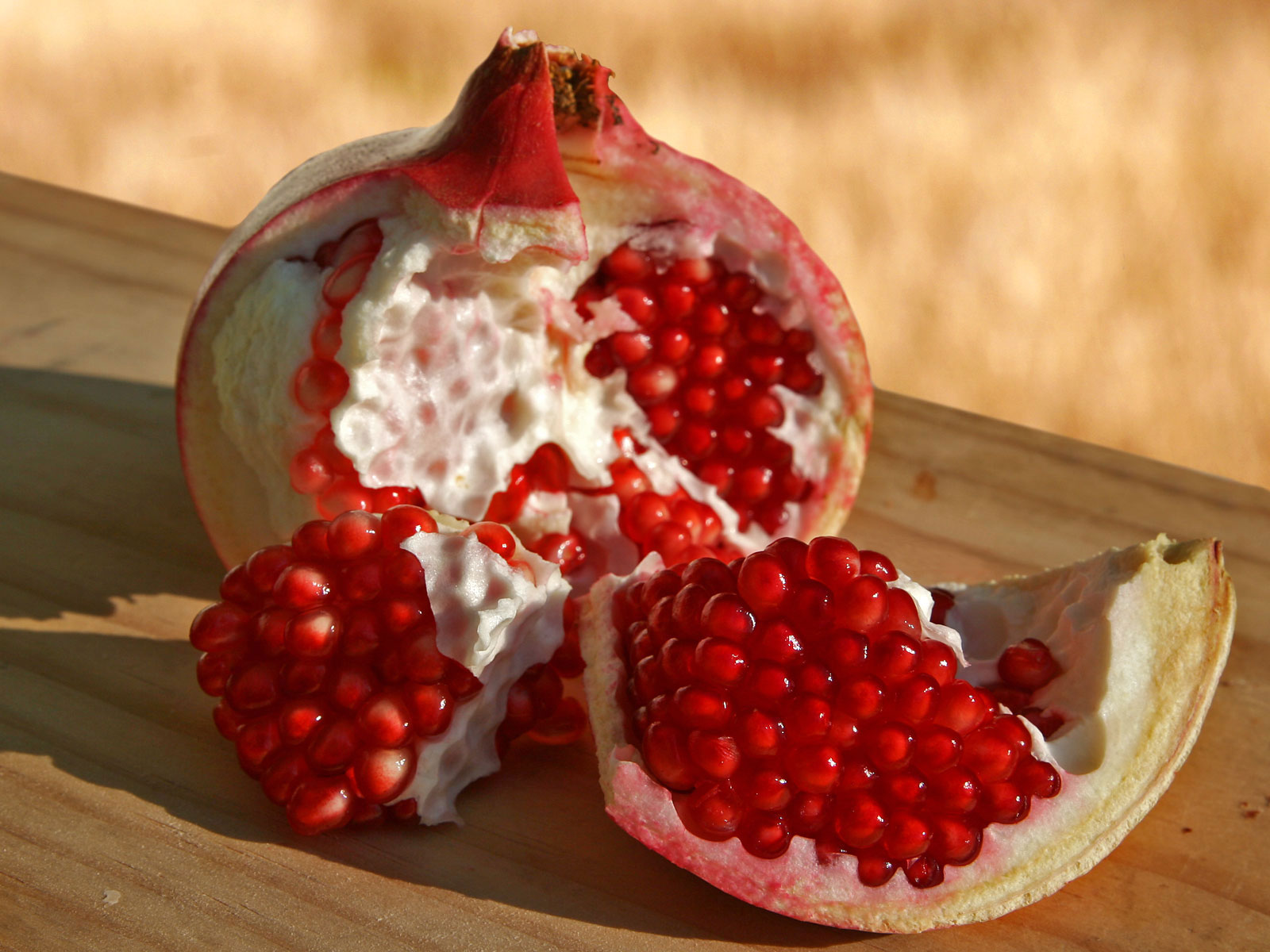
Fruct de rodie, desfăcut

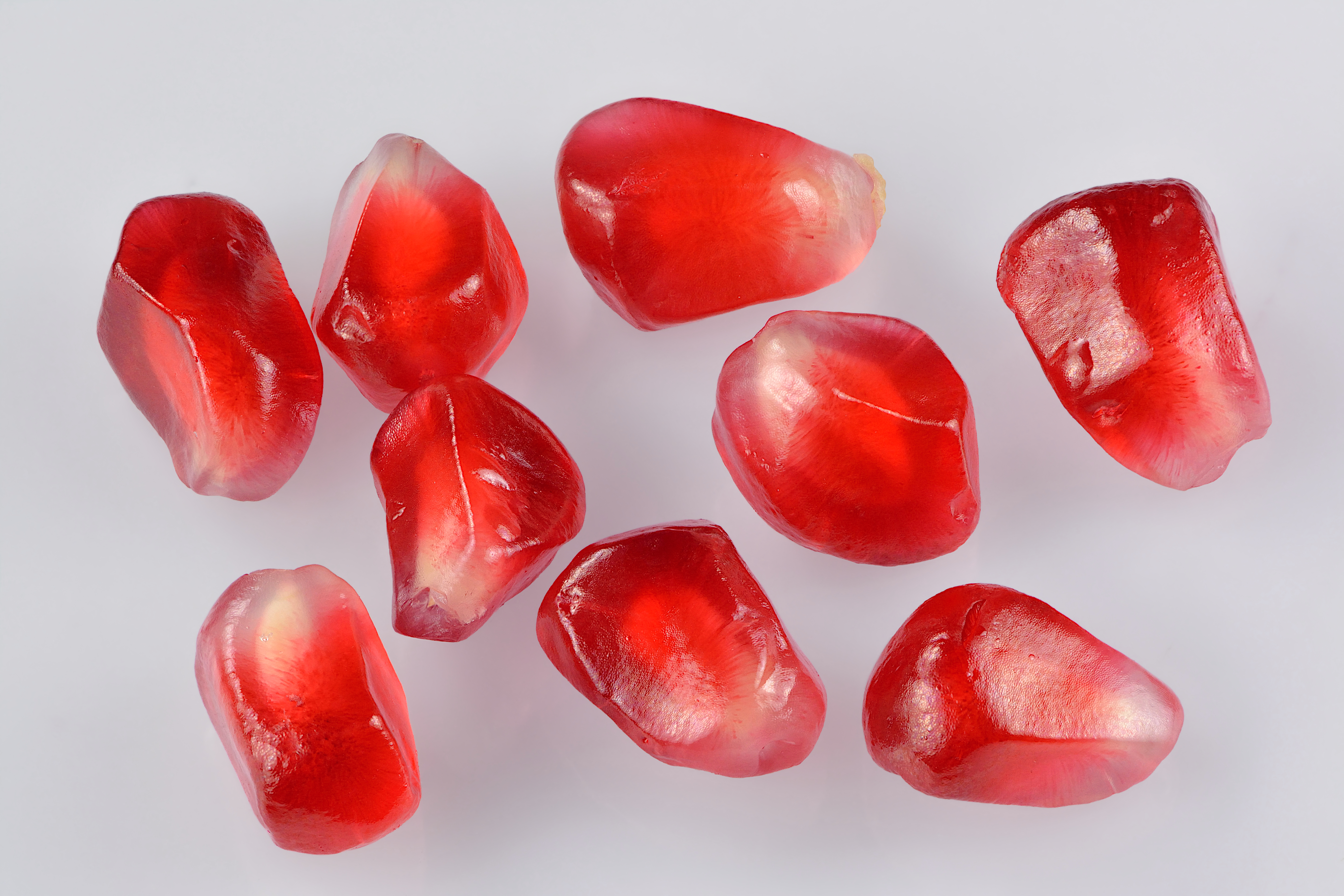
Seminţe de rodie

După desfacerea rodiei prin tăierea cu cuțitul, fructele false se separă de coajă și de structurile interne de susținere. Separarea fructelor false roșii poate fi simplificată prin efectuarea acestei acțiuni într-un vas cu apă, unde fructele false se depun pe fund, iar structurile de susținere plutesc. Întreaga sămânță se consumă crudă, deși se dorește doar partea cărnoasă din exteriorul ei. Gustul diferă în funcție de soiul de rodie și de nivelul de coacere. Poate fi foarte dulce sau foarte acru, dar în majoritatea cazurilor este undeva la mijloc, care este un gust caracteristic, asezonat cu note de tanin. Rodia bună de mâncat, mai puțin taninată, este cea care are coaja ușor ștearsă, ca și cum ar fi fost frecată de perete, cu urme albe, nu de un roșu puternic. Cele foarte roșii sunt foarte acre, putând fi folosite în salate.
Sucul de rodie este o băutură populară în Orientul Mijlociu, și este folosit și în bucătăriile tradiționale iraniană și indiană; în Statele Unite ale Americii a început să fie comercializat pe scară largă în 2002  Arhivat în 1 octombrie 2007, la Wayback Machine..  Concentratul de rodie este folosit și în bucătăria siriană. Siropul de rodii este îngroșat și îndulcit cu suc de rodie; este folosit și în cocktailuri. Înainte de răspândirea roșiilor în Orientul Mijlociu, rodia este folosită în multe mâncăruri persane; poate fi găsită încă în unele rețete tradiționale cum ar fi fesenjan (un sos gros din nuci și suc de rodie, de regulă servit cu carne de rață sau altă pasăre și orez) și ash-e anar (supă de rodie).
Semințele de rodie sălbatică sunt uneori folosite drept condiment, și cunoscute sub numele de anardana (care în traducere din persană înseamnă semințe - dana - de rodie - anar), mai ales în bucătăriile indiană și pakistaneză dar și ca înlocuitor de sirop de rodie în bucătăria persană sau cea din Orientul Mijlociu. Semințele sunt separate de pulpă, uscate timp de 10–15 zile și folosite la producția de curry sau alte condimente. Semințele pot fi și pisate pentru a evita ca semințele să rămână între dinți la consumarea felurilor de mâncare bazate pe acestea. Semințele de rodie sălbatică daru din Munții Himalaya sunt considerate cele mai bune surse ale acestor condimente.
În Turcia, Armenia și Azerbaidjan, rodia este folosită în mai multe moduri, mai ales sub formă de suc. În Turcia, sosul de rodie (turcă nar ekșisi) este folosit la salate, la marinarea cărnii, sau este băut. Semințele de rodie sunt și ele folosite în salate, în muhammara (pastă turcească de usturoi cu nucă) și în güllaç, un desert turcesc. În Azerbaidjan și Armenia, rodia este folosită și pentru producerea unui vin.
În Grecia, rodia (greacă ροδι, rodi) este folosită în multe rețete, cum ar fi kollivozoumi, o supă-cremă din grâu fiert, rodii și stafide. Rodia este folosită și pentru lichior, topping de înghețată, sau amestecată cu iaurt, sau sub formă de gem.

### Implicații în sănătate
Furnizând 16% din necesarul zilnic de vitamina C al adultului, conținut în 100 ml, sucul de rodie este și o excelentă sursă de vitamina B, acid pantotenic, de potasiu și de polifenoli antioxidanți .  Cu toate acestea, rodia nu e o sursă importantă de nutrimente,.
Cei mai abundenți polifenoli din sucul de rodie sunt taninii hidrolizabili numiți punicalagini prezentați în cercetările publicate în perioada  1990-2007 ca având capacitatea de a epura radicalii liberi puternici în studiile de laborator. [nefuncțională]
. Asemenea efecte antioxidante ale punicalaginilor nu au fost dovedite la oameni.
Mulți producători de alimente și de suplimente alimentare au constatat avantajele utilizării extractelor de rodie, care nu conțin zahăr, calorii sau aditivi, în locul sucului, ca ingrediente favorabile sănătății în produsele lor. În majoritate, extractele de rodie conțin în mod special  acid elagic, care poate fi absorbit în corpul uman numai după consumul de punicalagini .
În studii preliminare de cercetare în laborator și în cadrul unor studii pilot efectuate pe oameni, sucul de rodie s-a dovedit eficient în reducerea factorilor de risc pentru maladiile cardiace , incluzând oxidarea  LDL , statusul oxidativ al macrofagelor și formarea celulelor spumoase , toate acestea fiind etape în  ateroscleroză și în boala cardiovasculară .  Taninii de tipul  punicalaginilor au fost identificați ca fiind primele componente responsabile de reducerea  stress-ului oxidativ la care duc acești factori de risc  Arhivat în 30 septembrie 2007, la Wayback Machine.. S-a arătat că rodia intervine în reducerea tensiunii arteriale sistolice  prin inhibarea enzimei serice de conversie a angiotensinei  (ACE).
Cercetarea sugerează că sucul de rodie ar putea fi eficient împotriva cancerului de prostată  și în  osteoartrită. În 2007,au fost aprobate șase testări clinice efectuate în Statele Unite ale Americii, Israel și Norvegia cu scopul de a verifica efectele consumului de suc de rodie asupra parametrilor din  cancerul de prostată sau  hiperplazia de prostată, în diabet sau în limfom.
Sucul ar putea avea , de asemenea, efecte antivirale și  antibacteriene împotriva placii dentare .

## Rodiile și simbolismul
- Este foarte probabil ca Fructul oprit să fi fost mai degrabă o rodie decât un măr, dată fiind etimologia sa și presupusul habitat precizat de Geneză.[necesită citare]

- Exodul capitolul 28:33–34 îndemna ca rodiile să fie reprezentate pe robele preoților evrei. 1 Regii capitolul 7:13–22 descrie rodiile zugrăvite în Templul Regelui Solomon din Ierusalim. Tradiția evreiască spune că rodiile sunt un simbol al virtuții, pentru că se spune că are 613 semințe care corespund cu cele 613 mitzvot sau porunci ale Torei. Din această cauză și altele, mulți evrei mănâncă rodii cu ocazia sărbătorii Roș Hașana.

- Tot din aceste considerente, rodia este un motiv întâlnit și în decorațiile religioase creștine. De obicei, sunt cusute pe materialul de pe veșminte sau pe hainele folosite de preoți la liturghie sau incrustate în metal.

- Rodierul  sălbatic nu creștea în mod natural în zona egeeană în vremurile neolitice. El își are originea în Iranul de Est și a intrat în lumea egeeană de-a lungul acelorași rețele culturale care au adus și zeița pe care o adorau anatolienii sub numele de  cybele, iar mesopotamienii sub numele de ishtar.

- Mitul Persefonei, zeița Infernului, face referire, de asemenea, la rodie. Într-una din versiunile  mitologiei grecești, Persefona este răpită de zeul Infernului, Hades care o obligă sa traiască în Infern, ca soție a lui. Mama acesteia, Demeter (zeița recoltelor), a intrat în doliu după fiica-i pierdută și de aceea tot ce era verde a încetat să mai crească. Zeus, cel mai puternic dintre zeii eleni, nu putea să lase Pământul să moară, așa că i-a ordonat lui Hades s-o elibereze pe  Persefona. Regula  ursitoarelor (Fates) cerea ca oricine ar fi consumat mâncare sau băutură din Infern să fie menit să petreacă o veșnicie acolo. Persefona n-a mâncat, dar Hades a păcălit-o să guste patru semințe de rodie în timpul cât i-a fost prizonieră și, datorită acestui fapt, ea a fost condamnată să petreacă în fiecare an câte patru luni în Infern. În timpul acestor luni cât Persefona stătea pe tronul Infernului alături de soțul său,  mama sa, Demeter, purta doliu și nu mai lăsa Pământul să rodească, fapt ce reprezintă modul în care vechii greci explicau anotimpurile.

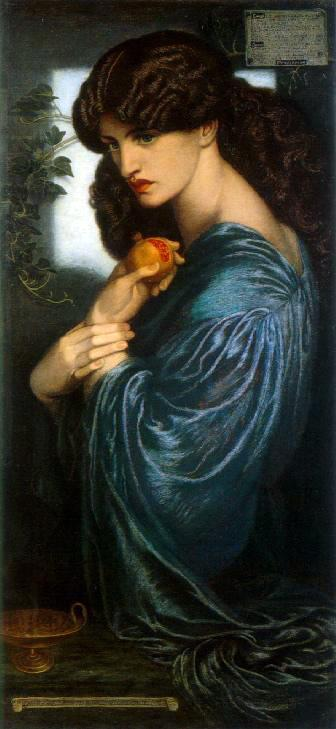
Proserpina ținând rodia

De remarcat este faptul că numărul semințelor mâncate de Persefona variază, depinzând de versiunea în care povestea este relatată. Numărul semințelor despre care se zice ca Persefona le-ar fi mâncat se înscrie între trei și șapte însemnând un singur anotimp sterp (3 sau 4 semințe) sau două sezoane infertile (jumătate de an), în cazul în care Persefona ar fi mâncat 6 sau 7 semințe.
- Rodia evocă de asemenea  zeița-trinitate egeeană, cea care a evoluat devenind Hera și care este adesea reprezentată ca oferind rodii ca în cultul imaginii din Heraionul  din Argos, sculptat de  Polykleitos. După  Carl A. P. Ruck și Danny Staples, rodia  este un surogat al   capsulei narcotice de mac, asemănându-i-se acestuia ca formă și interior compartimentat  .[12] Pe un sigiliu micenian ilustrat în lucrarea lui Joseph Campbell Occidental Mythology 1964, figura 19, zeița cu secure bifidă (labrys) oferă trei capsule de mac cu mâna dreaptă și își susține sânul cu cea stângă. Ea întrupează în același timp aspectele sale de zeiță duală: dătătoare de viață și aducătoare de moarte. Titanul Orion este reprezentat „căsătorindu-se” cu  Side, nume care în Beoția înseamnă "rodie". Alte dialecte grecești numesc rodia ca „rhoa”, fiind într-o posibilă legătură cu zeița Pamantului, Rhea, fapt inexplicabil în grecește, dar pe care mitologul Karl Kerenyi îl găsește ca fiind sugestiv și care consideră ca această consonanță ar putea deriva dintr-un strat mai profund al unei limbi pre-indoeuropeene.[necesită citare]

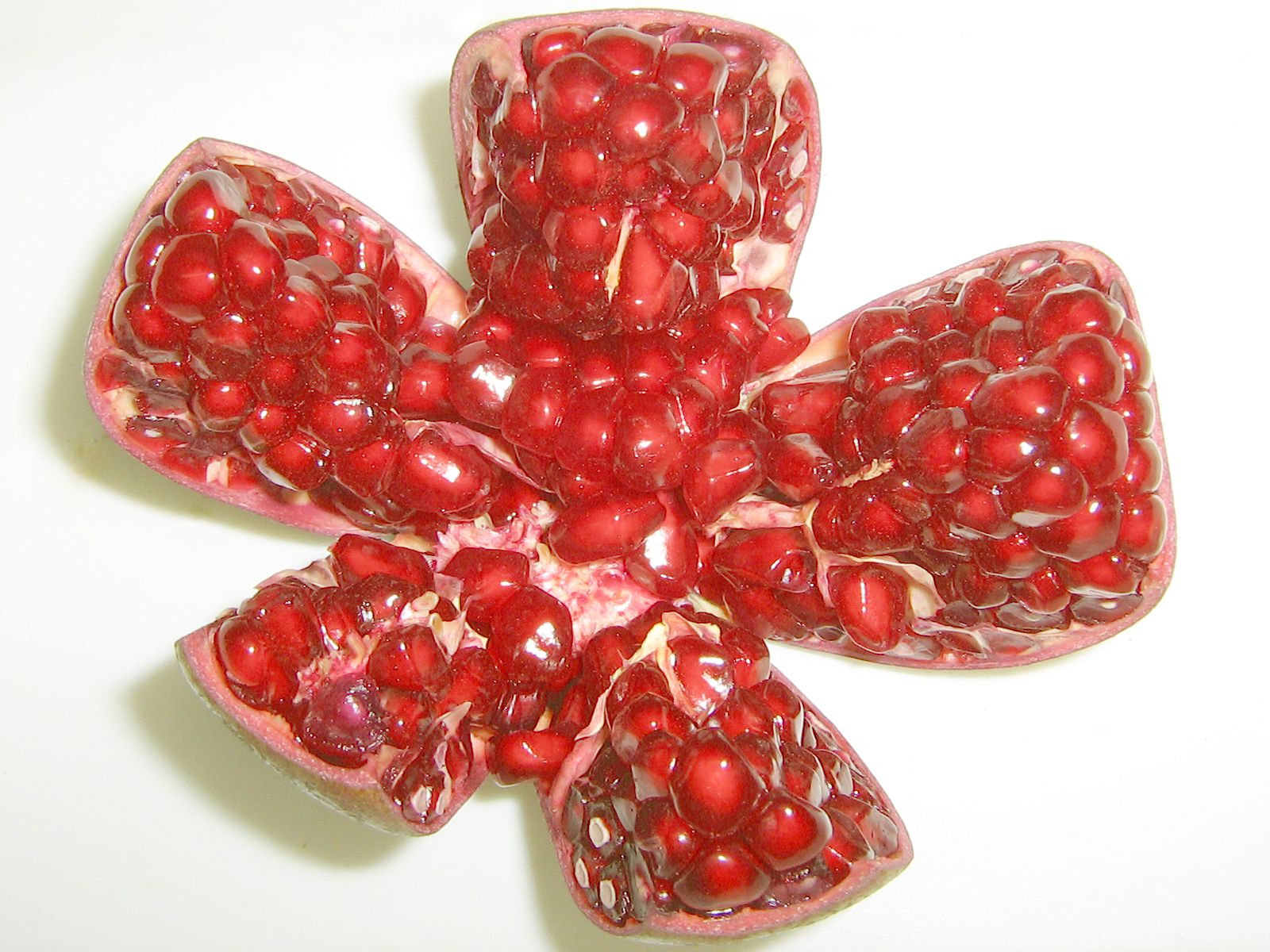
Rodie desfăcută

- În secolul al VI-lea î.d.H., Polykleitos a luat fildeș și aur pentru a sculpta-o pe Hera în templul său din Argos. Aceasta ținea un sceptru într-o mână și dăruia rodia ca pe o sferă regală cu cealaltă mână. „Despre rodie nu trebuie sa spun nimic”, șoptea călătorul Pausanias în secolul al II-lea  e.n., „pentru că povestea sa e ceva ce ține de mister”.[necesită citare] Într-adevăr, în legenda lui Orion se spune că Hera a transformat-o pe rodia-Side (o cetate antică din  Antalia) în întunecata Erebus „pentru vina de a fi îndrăznit să rivalizeze cu frumusețea Herei”,[necesită citare] ceea ce ar putea fi punctul de conexiune cu mai vechea poveste a lui Osiris și Isis. De vreme ce egiptenii antici identificau constelația Orion ca fiind Sah, „sufletul lui Osiris”, asemănarea acestor mituri pare să le suprapună până la identificare. Hera poartă nu o cunună sau o tiară sau o diademă, ci evident o corolă de rodie, pe post de coroană zimțată.[13] În anumite reprezentări artistice, găsim rodia în mâna Mariei, mama lui Iisus.
- În timpurile moderne, rodia încă poartă puternice simboluri pentru poporul grec. Astfel, în zile importante din calendarul ortodox grec, ca Înfățișarea Maicii Domnului și ziua Crăciunului, a devenit tradițional ca la masă să fie puse polysporia, cunoscute și sub vechiul nume de panspermia în anumite regiuni ale Grecei. În trecut, acestea erau date ca ofrandă zeiței Demeter[necesită citare] și altor zei pentru fertilitatea pământurilor, pentru sufletul morților sau în slava lui Dionis. În vremurile moderne, încărcătura simbolică este preluată de Iisus și de fecioara Maria. Pentru greci, rodiile ocupă un loc important în timpul ceremoniilor de căsătorie sau la funeralii. Pentru comemorarea morților, grecii pregatesc „kollyva” (coliva) ca ofrandă, aceasta fiind pregătită din grâu fiert, amestecat cu zahăr și ornată cu rodii. O altă tradiție din Grecia cere ca rodia să fie spartă la pământ cu ocazia căsătoriei, de Anul Nou sau când se cumpără o casă nouă, musafirul aducând o rodie în dar, rodie ce  este plasată sub sau lângă iconostasul casei („ikonostasi”), ca simbol al abundenței, al fertilității și al norocului. Decorațiile cu rodie sunt obișnuite în Grecia și ele sunt vândute în multe magazine cu bunuri gospodărești.

## Altele

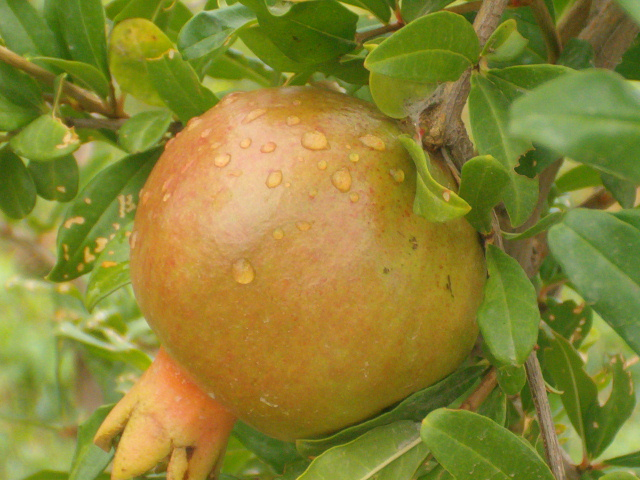

- Rodia este unul dintre simbolurile Armeniei, reprezentând fertilitatea, abundența și căsătoria.
- Rodia este considerat fruct tradițional în Israel, și este folosit în cadrul ceremoniilor de Iom Kipur și Sukkot (sărbătoarea recoltei) ce au loc în lunile septembrie - octombrie. Tradiția spune ca la sfârșitul zilei de post negru în onoarea zilei de Iom Kipur, să se mănânce semințe de rodie pentru a celebra viața dulce și plină (ca sucul de rodie) și viața veșnică.
- Este simbolul oficial al mai multor orașe din Turcia.
- Nemuritorii, unitatea de infanterie de elită din Persia antică, aveau sulițe cu contragreutăți în formă de rodie la mâner, făcute din aur ( pentru ofțeri) sau din argint (pentru infanteriștii obișnuiți). În Iranul de astăzi, încă se crede că fructul e aducător de sănătate și viață lungă.
- Coranul menționează rodia de 3 ori (6:99, 6:141, 55:068)— din care, de două ori ca exemplu de  lucruri bune create de Allah și o dată ca fiind fructul găsit din grădina Edenului.
- Sucul de rodie lasă pete permanente pe țesături, dacă nu este spălat imediat cu apă și numai înălbitorii mai pot îndepărta aceste pete ulterior.
- Sucul de rodie este utilizat pentru vopsirea naturală a țesăturilor nesintetice.
- Sucul de rodie devine albastru când e supus unor condiții de mediu bazic (alcalin), pe același principiu ca și hârtia de turnesol.
- Deși nu face parte din flora spontană a Chinei, Coreei sau Japoniei, rodierul este larg cultivat aici, în livezi extinse. E utilizat pe scară largă ca bonsai, pentru florile sale și pentru coaja răsucită pe care o pot avea exemplarele vârstnice.
- Rodia (cunoscută în multe limbi ca „grenade”; în românește i se spune și „granată) a dat numele său grenadei de mână, datorita formei, mărimii și asemănării dintre semințele de rodie și fragmentele de grenadă. De asemenea, numele granatului mineral e dat de asemănarea cromatică dintre acesta și rodie. În multe limbi (bielorusa, spaniola, franceza, poloneza și ebraica), cuvintele care desemnează aceste trei elemente sunt identice.
- Balaustinele sunt florile de rodie de un roșu trandafiriu care au un gust amar. În medicină, acestea sunt folosite în forma uscată pentru efectul lor astringent.[14] Termenul de balaustine (din latină: balaustinus) este folosit pentru a desemna și culoarea roșie a rodiei (roșu-grena)[15]).
- Rodia era emblema personală a împăratului roman Maximilian I și a Caterinei de Aragon.
- În emisfera nordică, fructul este în sezon din septembrie până în ianuarie, iar în emisfera sudică din martie până în mai.
- Rodia este simbol divin în serialul lui Pinto Ricardo, The Stone Dance of the Chameleon.
- Rodia este unul din simbolurile Herei.
- Este denumită și “hrana morților”.
- În slujbele de pomenire ale creștinilor ortodocși, semințele de rodie sunt folosite la colivă, care este sfințită și mâncată apoi de către cei îndoliați.